# Dana Mazalová
Dana Mazalová (18. listopadu 1954, Svitavy - 4. září 2020, Praha) byla česká novinářka a reportérka, známá především svým zpravodajstvím z válečných konfliktů.

## Profesní život
Studovala na pedagogické fakultě UJEP v Brně a na lidové konzervatoři. Nejvyššího vzdělání dosáhla na Právnické fakultě UK v Praze rigorózní zkouškou v oboru právo.
Od roku 1979 pracovala v mediální sféře (nakladatelství, deníky, týdeníky, agentury, televize a rozhlas - např. i rusky třeba pro RFE-RL). Od roku 1982 sledovala situaci v Zakavkazsku, v Rusku od roku 1985, v Pobaltí od roku 1990, ve Střední Asii od roku 1987. Pracovala jako zpravodajka z Ruska a bývalého SSSR, mj. působila pro týdeník Respekt, zaniklé deníky Prostor a Svobodné slovo nebo pro Českou televizi. Do roku 1996 vedla zahraniční rubriku týdeníku Reflex a v letech 1993-2009 pracovala v zahraniční redakci zpravodajství České televize. Podílela se také na tvorbě několika dokumentárních filmů, např. o zemětřesení v Arménii (Země pod Araratem) nebo o systému Gulag v povodí Jeniseje a Kolymy ve spolupráci s režisérem Milanem Maryškou.
Vedle celého území bývalého SSSR zpracovávala i oblast širokého Kurdistánu, převratového Rumunska, válečných oblastí bývalé Jugoslávie, česko-německých vztahů, postavení národnostních a jiných menšin.

## Ocenění
- 1992 – Novinářská cena ČLF Křepelky (za zpravodajství z válečného konfliktu o Náhorní Karabach)
- 2018 – medaile Ministerstva pro mimořádné situace Arménské republiky (Za pomoc poskytnutou během zemětřesení ve městě Spitak v r. 1988)